# Schottischer Tanz

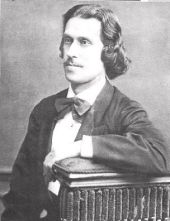
Josef Strauss (1827-1870)

Schottischer Tanz (Danza scozzese) è un valzer di Josef Strauss, composto nel 1856.

## Storia
La Schottischer Tanz che il giovane direttore d'orchestra Josef Strauss presentò per la prima volta il 22 luglio 1856 nel Volksgarten di Vienna, può essere considerata una forma di danza antiquata, che aveva ottenuto l'apice della sua popolarità trent'anni prima. Questa danza, con i suoi bruschi cambiamenti nel passo, aveva già lasciato il posto alla polka (e più tardi alla polka rapida). Tuttavia, nei circoli privati, la Schottisch aveva ancora molti appassionati. Questo potrebbe essere stato il motivo per cui Josef Strauss ha composto una Schottischer Tanz nella tradizione di Beethoven e Schubert. Le sue melodie a ritmo serrato hanno sicuramente trovato un ampio successo, sebbene questa forma di danza non abbia mai riguadagnato la sua precedente popolarità.